# 蒙力克
蒙力克，又作明里也赤哥、蒙力克额赤格、蔑里也赤哥，蒙古晃豁塔歹氏人，蒙古第1位开国功臣（千户）。
他是察剌合之子，鐵木真（成吉思汗）之父也速該托孤人之一。《史集》称其为铁木真母诃额仑在也速该逝世后，曾改嫁与他，故被铁木真称为“额赤格”（也赤哥，意为“父”），汉文书籍没有记载。他与父亲事奉也速该。1170年，在也速該被塔塔兒人毒害后，遵嘱辅佐铁木真一家。蒙力克從德薛禪家接回鐵木真，后因形勢所迫離開鐵木真一家，投奔札木合。1189年，札木合與鐵木真決裂後，铁木真即蒙古部汗位后，蒙力克率其七個兒子重歸鐵木真陣營。蒙力克深受成吉思汗敬重，成吉思汗尊稱其為「蒙力克父親」。随从统一蒙古诸部。1203年，克烈部王汗父子想要假借许诺婚约之机，图谋铁木真，蒙力克识破其谋，劝阻铁木真拒绝赴宴，使他幸免于难。成吉思汗建立蒙古帝國後，因功封千户长，排名第一，以对铁木真“护助处甚多”，受厚赐。其子闊闊出憑借其大薩滿的身份，挑起成吉思汗與拙赤合撒兒兄弟間的爭執，並私自聚攏勢力。成吉思汗命其弟鐵木格折斷闊闊出脊椎，並嚴厲斥責蒙力克管教不力，蒙力克受到冷遇，晃豁塔歹氏因此失勢。

## 延伸阅读
[在维基数据编辑]
 《新元史/卷125》，出自柯劭忞《新元史》